# Мантас Армаліс
Мантас Армаліс (лит. Mantas Armalis; нар. 6 вересня 1992, Плунге) — литовський хокеїст, воротар клубу ШХЛ «Лександ». Гравець збірної команди Литви.

## Ігрова кар'єра
Вихованець шведського хкоейного клубу «Юргорден».
Хокейну кар'єру розпочав 2009 року виступами за команду «Мора ІК». на правах оренди виступав за команди нижчих дивізіонів. Сезон 2012–13 років на правах оренди відіграв за клуб Транос АІФ.
11 квітня 2016 року Армаліс підписав початковий контракт із «Сан-Хосе Шаркс». Дебютував Мантас у передсезонній грі проти «Ванкувер Канакс». 3 жовтня 2016 року литовець відправився до фарм-клубу «акул» до команди АХЛ «Сан-Хосе Барракуда» за який відіграв наступний сезон. 1 липня 2017 року Армаліс став вільним агентом.
3 жовтня 2017 року Армаліс підписав контракт з ризьким «Динамо».
7 травня 2018 року Армаліс повернувся в Швецію, де підписав дворічний контракт з «Шеллефтео».
24 березня 2020 року, литовець повернувся до клубу «Юргорден».
13 квітня 2022 року підписав трирічний контракт з командою ШХЛ «Лександ».
Виступав у складі юніорської та молодіжної збірної Литви. Гравець збірної команди Литви.

## Статистика
| Сезон        | Клуб                 | Ліга         | Регулярний сезон | Регулярний сезон | Регулярний сезон | Регулярний сезон | Регулярний сезон | Регулярний сезон | Регулярний сезон | Регулярний сезон | Регулярний сезон | Плей-оф | Плей-оф | Плей-оф | Плей-оф | Плей-оф | Плей-оф | Плей-оф | Плей-оф |
| Сезон        | Клуб                 | Ліга         | І                | В                | П                | Н/OT             | Хв               | ПГ               | ІБГ              | ПГГ              | %ВК              | І       | В       | П       | Хв      | ПГ      | ІБГ     | ПГA     | %ВК     |
| ------------ | -------------------- | ------------ | ---------------- | ---------------- | ---------------- | ---------------- | ---------------- | ---------------- | ---------------- | ---------------- | ---------------- | ------- | ------- | ------- | ------- | ------- | ------- | ------- | ------- |
| 2009–10      | «Мора ІК»            | Ю20          | 21               | —                | —                | —                | —                | —                | —                | 3.99             | .878             | —       | —       | —       | —       | —       | —       | —       | —       |
| 2010–11      | «Мора ІК»            | Ю20          | 19               | —                | —                | —                | —                | —                | —                | 3.45             | .897             | —       | —       | —       | —       | —       | —       | —       | —       |
| 2011–12      | «Мора ІК»            | Ю20          | 14               | 3                | 10               | 1                | 838              | 55               | 0                | 3.94             | .854             | —       | —       | —       | —       | —       | —       | —       | —       |
| 2011–12      | Седергамн/Люсне      | Дивізіон 1   | 1                | 0                | 1                | 0                | 60               | 5                | 0                | 5.00             | .857             | —       | —       | —       | —       | —       | —       | —       | —       |
| 2011–12      | Бурленге             | Дивізіон 1   | 1                | 0                | 0                | 1                | 61               | 5                | 0                | 5.00             | .857             | —       | —       | —       | —       | —       | —       | —       | —       |
| 2012–13      | Транос АІФ           | Дивізіон 1   | 33               | —                | —                | —                | 1,967            | —                | 3                | 2.62             | .915             | 5       | —       | —       | —       | —       | —       | 3.80    | .901    |
| 2013–14      | «Мора ІК»            | Аллсв        | 40               | —                | —                | —                | —                | —                | —                | 2.20             | .926             | 5       | —       | —       | —       | —       | —       | 4.33    | .857    |
| 2014–15      | «Юргорден»           | ШХЛ          | 20               | 7                | 10               | 0                | 1,050            | 54               | 2                | 3.09             | .905             | —       | —       | —       | —       | —       | —       | —       | —       |
| 2015–16      | «Юргорден»           | ШХЛ          | 34               | 16               | 16               | 0                | 1,986            | 80               | 2                | 2.42             | .918             | 3       | 0       | 3       | 178     | 11      | 0       | 3.71    | .895    |
| 2016–17      | «Сан-Хосе Барракуда» | АХЛ          | 24               | 12               | 5                | 3                | 1,256            | 64               | 2                | 3.06             | .885             | —       | —       | —       | —       | —       | —       | —       | —       |
| 2017–18      | «Динамо» (Рига)      | КХЛ          | 12               | 3                | 5                | 1                | 577              | 24               | 0                | 2.50             | .911             | —       | —       | —       | —       | —       | —       | —       | —       |
| 2018–19      | «Шеллефтео»          | ШХЛ          | 32               | 18               | 14               | 0                | 1,901            | 69               | 4                | 2.18             | .916             | 6       | 2       | 2       | 254     | 11      | 1       | 2.60    | .904    |
| 2019–20      | «Шеллефтео»          | J20          | 1                | —                | —                | —                | —                | —                | —                | 1.01             | .972             | —       | —       | —       | —       | —       | —       | —       | —       |
| 2019–20      | «Шеллефтео»          | ШХЛ          | 38               | 5                | 8                | 1                | 769              | 38               | 1                | 2.96             | .880             | —       | —       | —       | —       | —       | —       | —       | —       |
| 2020–21      | «Юргорден»           | ШХЛ          | 31               | 16               | 13               | 0                | 1,792            | 76               | 1                | 2.55             | .909             | 3       | 1       | 2       | 178     | 6       | 0       | 2.02    | .934    |
| 2021–22      | «Юргорден»           | ШХЛ          | 36               | 13               | 22               | 0                | 2,049            | 110              | 1                | 3.22             | .900             | —       | —       | —       | —       | —       | —       | —       | —       |
| 2022–23      | «Лександ»            | ШХЛ          | 41               | 24               | 16               | 0                | 2,328            | 86               | 4                | 2.22             | .920             | 3       | 1       | 2       | 190     | 7       | 0       | 2.21    | .883    |
| 2023–24      | «Лександ»            | ШХЛ          | 25               | 11               | 13               | 0                | 1,464            | 62               | 2                | 2.54             | .899             | 2       | 0       | 2       | 115     | 5       | 0       | 2.59    | .857    |
| Усього в АХЛ | Усього в АХЛ         | Усього в АХЛ | 24               | 12               | 5                | 3                | 1,256            | 64               | 2                | 3.06             | .885             | —       | —       | —       | —       | —       | —       | —       | —       |